# Trichinella
Trichinella Raillet, 1895 è un genere di vermi parassiti del phylum Nematoda che comprende gli agenti eziologici della trichinellosi, anche conosciuta come trichinosi, poiché dopo la loro scoperta nel 1835 Richard Owen li denominò Trichina malgrado questo nome fosse già assegnato a un genere di ditteri.

## Descrizione
Come il resto dei nematodi, presentano un pseudoceloma (cavità corporale costituita da un ectodermo e un endodermo) e un tratto digestivo unico, ma che presenta un esofago ghiandolare molto lungo, formato da esticociti, che permette di differenziarli facilmente da altri nematodi con cui potrebbero essere confusi. 
Le specie di Trichinella sono tutte morfologicamente molto simili a quella scoperta nel 1835 da James Paget, e fino al 1972 si considerava valida soltanto la specie Trichinella spiralis. Attualmente si possono differenziare grazie a tecniche di biologia molecolare (multiplex PCR, RAPD, ecc.).

## Ciclo vitale
Il parassita adulto si localizza nell'intestino tenue di mammiferi, volatili o rettili, a seconda della specie, ma le larve che producono si disseminano nel flusso ematico e parassitano la muscolatura scheletrica. 

## Tassonomia

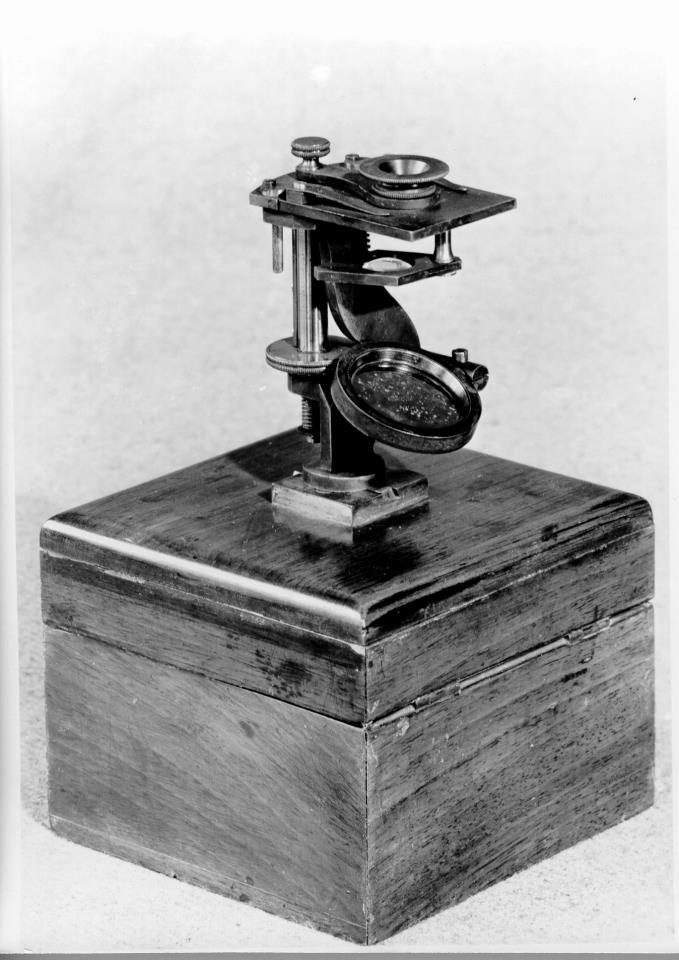
Primo microscopio per la ricerca di Trichinella, 1847

Attualmente sono accettate le seguenti specie e relativi genotipi:
- Trichinella spiralis (Genotipo T1)
- Trichinella nativa (Genotipo T2)
- Trichinella T6 (strettamente correlata a T. nativa)
- Trichinella britovi (Genotipo T3)
- Trichinella T8 (strettamente correlata a T. britovi)
- Trichinella murrelli (Genotipo T5)
- Trichinella T9 (correlata a T. britovi)
- Trichinella nelsoni (Genotipo T7)
- Trichinella pseudospiralis (Genotipo T4)
- Trichinella papuae (Genotipo T10)
- Trichinella zimbabwensis (Genotipo T11)
- Trichinella patagoniensis (Genotipo T12)